# Hohokum
Hohokum — артхаусная видеоигра, разработанная британской студией Honeyslug в сотрудничестве с художником Ричардом Хоггом и при участии американской студии SIE Santa Monica Studio; игра была выпущена Sony Interactive Entertainment в 2014 году для PlayStation 3, PlayStation 4 и PlayStation Vita. В Hohokum игрок управляет длинным «змеем», движущимся через сюрреалистические двухмерные миры; игра не дает игроку явно выраженных заданий и подсказок, но предлагает самостоятельно искать интерактивные объекты, с которыми «змей» может взаимодействовать. Hohokum получила преимущественно положительные отзывы критиков, высоко оценивших привлекательную графику и музыкальное оформление игры, хотя некоторые из них сочли игровой процесс, особенно ближе к концу игры, нудным, а предлагаемые игроку задачи — непонятными.

## Игровой процесс
Hohokum — это артхаусная игра. В отличие от других компьютерных игр, Hohokum не предлагает игроку каких-либо явных целей или заданий, не ставит перед ним каких-либо ограничений по времени, не вознаграждает продвижение по игре какими-либо очками и не содержит режима обучения; при этом в игре есть головоломки, которые можно решать, и достижения за выполнение определённых действий. 
Игрок управляет длинным змееобразным существом, которое создатели игры называют Long Mover («нечто длинное и движущееся») — этот персонаж парит в сюрреалистическом двухмерном пространстве, путешествуя через разнообразные миры, наполненные причудливыми объектами: например, в одном месте — «деревне воздушных змеев» — игрок находит облака, древовидные объекты, маленькие колесики, о которые управляемый игроком змей может тереться и приводить в движение, и существ, пускающих в небо воздушных змеев; в другом — «стране губок» — живут подводные существа, в том числе гибрид кальмара с якорем и русалка-димсам. Некоторые объекты в мире игры являются интерактивными и реагируют на действия игрока, но какие и как именно — игроку предлагается догадываться самостоятельно: например, в одном из мест игры игрок может найти растения, напоминающие одуванчики. Игрок может найти способ сдуть с них семянки, заставив змея крутиться вокруг растения; если он последует за летящими семянками в другую часть мира, то найдёт крошечных человечков, использующих эти семянки как средства передвижения. 
Hohokum не содержит текстовых подсказок — только визуальные и звуковые, — и использует только самую простейшую схему управления: две кнопки геймпада заставляют змея ускориться или замедлиться, а курки — извиваться, приобретая дополнительное ускорение. Змей меняет цвет в соответствии с тем направлением, в котором движется. В игре нет явного сюжета, но разнообразные миры-уровни всё же объединены общим повествованием — всего их 17, и в каждом есть свои уникальные персонажи, одна общая цель и различные побочные занятия. Каждый раз, когда змей покидает очередной мир и направляется в следующий, игра показывает титры с именами разработчиков.

## Разработка
Название игры Hohokum — это слегка видоизменённое слово «Хохокам» (англ. Hohokam), означающее археологическую культуру, существовавшую на Юго-Западе США.
Honeyslug Games, команда разработчиков игры, договорилась о сотрудничестве с Sony Santa Monica — дочерняя компания Sony стала соразработчиком и издателем Hohokum.
12 августа 2014 года состоялся выпуск Hohokum в Северной Америке, а через день после него состоялся выход игры в Европе и в Японии. В мае 2015 года Hohokum стала доступна подписчикам Playstation Plus без дополнительной платы.

## Оценки
| Сводный рейтинг | Сводный рейтинг |
| Агрегатор       | Оценка          |
| --------------- | --------------- |
| GameRankings    | 74,28 %         |
| Metacritic      | 75/100          |

По данным агрегатора рецензий Metacritic, игра Hohokum получила «преимущественно положительные отзывы». Авторам рецензий понравились графика и музыкальное сопровождение игры, однако они сочли, что геймплей ближе к концу игры напоминал выполнение нудной работы, а задачи, с которыми необходимо справиться игроку, были непонятными. Hohokum сравнивали со скринсейвером.

### Комментарии
1. ↑  Изначально планировалось, что в Японии игра выйдет в феврале 2014 года, но дата выпуска была перенесена[15].